# Ramon Bonet Vallverdú
Ramon Bonet Vallverdú   (Valls, 1830 - Tarragona, 30 d'abril de 1905) fou un organista i compositor català que sentia vertadera passió per l'art al qual es dedicava i recorregué les més importants ciutats d'Europa amb l'objectiu de poder apreciar els progressos de la música.

## Biografia
Fou fill de Francesc Bonet i Clara Vallverdú. Va estudiar piano, violí i composició amb el pare Joan Miret, carmelità exclaustrat. Més tard, amplià els seus estudis amb Josep Barba a Barcelona on als 15 anys ja era organista i mestre de capella de tres esglésies de la seva ciutat natal; el 7 d'abril de 1857 guanyà per oposició la plaça d'organista i mestre de capella de l'església de Santa Maria de Montblanc fins al 20 de novembre de 1861, que guanyà la plaça d'organista de la catedral de Tarragona, en la que hi va romandre 45 anys. També fou director de la capella de música d'aquesta catedral i va pertànyer a diverses societats artístiques nacionals i estrangeres. Cal recalcar que El Magisteri de Ramon Bonet Vallverdú a la catedral de Tarragona va fructificar una gran quantitat de deixebles, molts dels quals van exercir de mestres de capella (MC) o d'organistes a diverses catedrals i esglésies d'Espanya; entre ells cal citar Josep M. Benaiges, organista primer de la Reial Capella de Madrid, Josep Roig, organista de laCatedral de Barcelona, Francès Palau, organista de la Catedral de la Seu d'Urgell, Josep Galves, organista primer de la Catedral de Càdiz, Antonío García, organista segon de la catedral citada anteriorment, Miquel Rué, MC de la Catedral de Girona (després va ser de la Catedral de Tarragona), Eduald Melendes i Joan Ferré MC de la Catedral de la Seu d'Urgell, i Isidre Almenara, MC i organista de la Col·legiala de Tremp. A ells cal afegir-hi el pianista Emilio Sabater i els directors de teatres d'òpera Matías Aguadé, Josep Barbat i Miquel Borrel. Finalment, la cantant María Barrientos.
L'any 1881 va ser cridat a Comillas per estrenar l'orgue que els marquesos de Comillas van instal·lar a la seva propietat; allà va residir durant dos mesos donant concerts i recitals, un d'ells davant dels Reis d'Espanya. Va ser també un avançat del wagnerisme, com molts dels músics més progressistes de la seva època. Compromès amb moviment cecilianista, va exercir nombrosos càrrecs de responsabilitat en l'àrea de la música eclesiàstica del seu temps i es va interessar per la cançó popular. Va pertànyer a diverses institucions internacionals, entre les quals cal destacar la Societat d'Autors i Compositors de Música de Paris, la Societat de Música Religiosa de Milà i la de Mestres i Organistes de Paris. Va compondre una notable quantitat de música, casi tota editada a Barcelona, Madrid, Sevilla i Granada.

## Obres
Va reunir una nombrosa i escollida biblioteca musical, en la qual figuraven exemplars molt rars, i sostenia correspondència amb Wagner, Eslava i Gounod. Un dels arquebisbes de Tarragona, monsenyor Fleix i Solans, confià al mestre Bonet la missió de dictaminar sobre algunes qüestions de música religiosa que havien de ser objecte de discussió en el Concili Vaticà, missió que desenvolupà airosament. On brillà més Bonet fou en l'ensenyament, i no pocs dels seus deixebles foren organistes i mestres de capella en diferents esglésies d'Espanya: Benaiges, organista de la Reial de Madrid; Josep Roig, organista de la catedral de Barcelona; Miquel Rué i Rubió, de la de Girona; Francesc Palau i Eudald Melendres, organista i mestre de capella respectivament de la catedral de la Seu d'Urgell; i d'altres.
És autor de dos Mètodes de solfeig, un de Piano, Trisagis, La gaita i el tamboril, col·lecció de cants populars; "Lamentacions" de Dijous i Divendres Sant, Misses, Motets, un Miserere a 4 veus, peces per a orgue, Tocates pastorals i d'altres, editades a Madrid, Barcelona, Sevilla i Granada. Es conserven obres seves en els fons musicals de la catedral-basílica del Sant Esperit de Terrassa (TerC) i de la parroquial de Sant Esteve d'Olot (SEO).

### Obres didàctiques
- Método de música vocal
- Método de piano
- Método de solfeo

### Obres de música vocal
- Misa pastoril, op. 30, 4V, cuart cu, órg
- Regina caeli laetare, op. 31, Ant, 7V, órg
- Trisagio, op. 60, 4V
- Trisagio, op. 61, 3V;
- Miserere mei Deus, op. 70, 4V, Co, cuart,cu
- Trisagio, op. 71, 4V
- Tres trisagios, op. 72-74, 4V
- Cinco trisagios, op. 75, 3V
- Cinco trisagios, op. 76, 2V
- Trisagio pastoril, op. 77, 2V
- Rosario, op. 78, 3V
- España penitente, op. 81, 3V
- Verbum supernum, op. 82, glosa, sol, órg
- Pange lingua, op. 83, sol, órg
- Letrillas para el mes de mayo
- Lamentaciones (Jueves y Viernes Santo), 3V, ar
- Moisés y Aarón, Zarz, canto, p, inc, inéd.

### Obres solistes
- Ampliación de un tema patético, p
- Colección de piezas, órg
- Piezas, p
- La gaita y el tamboril, Cantos populares sin palabras, p